# Austrolimnophila (Austrolimnophila) candiditarsis
Austrolimnophila (Austrolimnophila) candiditarsis is een tweevleugelige uit de familie steltmuggen (Limoniidae). De soort komt voor in het Neotropisch gebied.